# Тяньхэ-1А
Тяньхэ-1А (天河-1A, Tiānhé-1A) — суперкомпьютер, спроектированный Национальным университетом оборонных технологий Китайской Народной Республики. Скорость вычислений, производимых суперкомпьютером, составляет 2,57 петафлопс, что по данному показателю ставит его на первое место среди ЭВМ подобного класса (на октябрь 2010 года), оставляя позади суперкомпьютер Cray XT5 (1,76 петафлопс), расположенный в Национальной лаборатории Оук-Риджа в США.

## Характеристики
Тяньхэ-1А использует 7168 графических процессоров Nvidia Tesla M2050 и 14336 серверных процессоров Intel Xeon. Согласно заявлениям компании Nvidia, суперкомпьютер использует электрическую энергию в три раза эффективнее, чем иные электронные вычислительные машины подобного класса. Суперкомпьютер, построенный исключительно на базе центральных процессоров (CPU), при сравнимой скорости вычислений потреблял бы более 12 МВт электрической энергии. Потребляемая Тяньхэ-1А электрическая мощность составляет 4,04 МВт. Без использования графических процессоров суперкомпьютер сравнимой производительности потребовал бы установки более чем 50 тыс. CPU.
С того момента, как в 2002 году Китай стал активно финансировать исследования и разработки в области суперкомпьютеров, страна поднялась на третье место по совокупной скорости собственных суперкомпьютеров, уступая лишь США и Европейскому союзу.
Строительство суперкомпьютера обошлось в 88 млн $, а ежегодные операционные расходы составляют около 20 млн $. В обслуживании занято около 200 специалистов. Основное направление работы — исследования по добыче нефти и по аэродинамике.
Декларируется «открытый доступ» к суперкомпьютеру, что теоретически позволяет его использование другими странами..
В системе также использовались восьмиядерные центральные процессоры FeiTeng-1000 (разработаны[уточнить] в Китае, NUDT) Процессоры FeiTeng-1000 использовались на сервисных узлах.

## Происшествия
12 августа 2015 года в результате взрыва в порту города Тяньцзинь, взрывной волной было повреждено здание Национального суперкомпьютерного центра. Суперкомпьютер не пострадал, однако был отключен на 5 дней. 17 августа 2015 года он возобновил работу.